# 둥제 (배우)
둥제(중국어 간체자: 董洁, 정체자: 董潔, 병음: Dǒng Jié, 한자음: 동결, 1980년 4월 19일~)는 중화인민공화국의 배우이다.

## 출연 작품

### 드라마
- 2014년 후난위성텔레비전 금응독파극장 《상애십년》 - 한링 역
- 2017년 동방 위성 텔레비전 동방극장 《호마묘파》 - 당림 역
- 2017년 장쑤 위성 텔레비전 행복극장 《백록원》 - 장자군 역
- 2018년 텐센트 웹드라마 《삼국기밀 : 한헌제전》 - 당영 역
- 2018년 텐센트 웹드라마 《여의전》 -  효현순황후 역
- 2018년 베이징 텔레비전 품질극장 《행복일가인》 - 팡티안신 역
- 2019년 중국중앙텔레비전 제일특약극장 《마카오인가》 - 량쑤 역
- 2020년 동방 위성 텔레비전 동방극장 《재일기》 - 맹길 역
- 2021년 베이징 텔레비전 품질극장 《공훈》 - 덩저 역
- 2021년 텐센트 웹드라마 《설중한도행 : 왕의 길》 - 오소 역
- 2022년 텐센트 웹드라마 《안나적애인》 - 정혜주 역
- 2023년 후난위성텔레비전 금응독파극장 《박빙》 - 구만리 역
- 2024년 후난위성텔레비전 금응독파극장 《여봉행》 - 운낭 역

### 영화
- 1984년 《천지현문》

## 수상
- 2022년 제17회 서울 드라마 어워즈 여자연기자상 (안녕! 엄마)